# Interferômetro de Fabry-Pérot
O interferômetro de Fabry-Perot é composto por dois espelhos paralelos e parcialmente refletores separados por uma determinada distância ou por uma placa de material transparente (etalon). Neste interferômetro, uma parcela da luz é transmitida pelo primeiro espelho e uma parcela desta é refletida pelo segundo, retornando ao primeiro e interferindo com a nova frente de onda que incide sobre o primeiro espelho. Ele foi primeiramente desenvolvido por Charles Fabry e Alfred Perot em 1899.